# الکا ده لیفی
الکا ده لیفی (انگلیسی: Elka de Levie; ۲۱ نوامبر ۱۹۰۵ – ۱۲ دسامبر ۱۹۷۹) ژیمناست هنری اهل هلند بود.